# Los Panchos
Los Panchos (conhecidos também como Trío Los Panchos) é um trio musical de México.
Na década de 1940, eles colaboraram com a orquesta Viva América de Alfredo Antonni com o acordeonista  John Serry Sr. em uma gravacão de La Palma (uma danca de cueca chilena) e Rosa Negra (uma conga) para Pilotone Records (Catálogo # 45 5076, #45 5069) nos Estados Unidos da América.